# Christian Letard
Pour les articles homonymes, voir Letard.
Christian Letard est un footballeur et entraîneur français né le 23 novembre 1947 au Poiré-sur-Vie (Vendée).

## Carrière

### Carrière de joueur
- 1961-1972 :  JA Poiré sur Vie
- 1972-1976 :  FC Yonnais
- 1976-1980 :  AEP Bourg-sous-la-Roche

### Carrière d'entraineur
- 1980-1989 :  AEP Bourg-sous-la-Roche
- janv. 1989-déc. 1994 :  Le Mans UC
- 1994-1995 :  Olympique Grenoble Isère
- janv. 1995-1999 :  Tours FC
- 1999-2001 :  AS Angoulême Charente 92
- 2002-2002 :  Équipe du Viêt Nam de football
- janv. 2002-août 2002 :  Équipe du Viêt Nam de football des moins de 23 ans[1],[2]
- avr. 2004-janv. 2005 :  Équipe du Congo de football